# Roger Gouhier
Pour les articles homonymes, voir Gouhier.
Roger Gouhier, né le 26 janvier 1928 à Vitrai-sous-Laigle (Orne) et mort le 16 mars 1995 à Paris 12e, est un homme politique français. Membre du Parti communiste français, il est député de la Seine-Saint-Denis et maire de Noisy-le-Sec (1971-1995).

## Biographie
Né de père ouvrier dans une famille modeste, Roger Gouhier entre à la SNCF où il rejoint rapidement la CGT. En 1958, il est élu au secrétariat de la Fédération des cheminots. 
Adhérent du PCF depuis 1953, il milite à Noisy-le-Sec et prend part à la liste d'union de la gauche qui remporte l'élection municipale de 1959 et devient adjoint du maire, Henri Quatremaire. 
Il est conseiller général de la Seine-Saint-Denis avant de céder son siège à Jean-Louis Mons. En 1971, il succède à Henri Quatremaire et devient maire de Noisy-le-Sec, fonction qu'il exerce jusqu'à sa mort en 1995.
Il est élu député une première fois en 1967,, puis retrouve son mandat aux législatives de 1973, en battant Robert Calméjane (UDR) avec 54,32 % des voix. Il est réélu en 1978. Aux législatives de 1981, il se désiste en faveur de la socialiste Véronique Neiertz qui le devance, avant de remporter de nouveau l'élection aux législatives partielles de 1988, ayant devancé le socialiste Claude Fuzier au premier tour.
Roger Gouhier était chevalier de la Légion d’honneur.

## Synthèse des mandats
- 12/03/1967 - 30/05/1968 : député de la 5e circonscription de la Seine-Saint-Denis
- 11/03/1973 - 02/04/1978 : député de la 5e circonscription de la Seine-Saint-Denis
- 19/03/1978 - 22/05/1981 : député de la 5e circonscription de la Seine-Saint-Denis
- 18/12/1988 - 01/04/1993 : député de la 9e circonscription de la Seine-Saint-Denis[8]
- 1971 - 1995 : maire de Noisy-le-Sec